# 1er janvier 1952
Le mardi 1er janvier 1952 est le 1er jour de l'année 1952.

## Naissances
- Ioury Zakharanka (mort le 7 mai 1999), général et homme politique biélorusse
- Matt Roe (mort le 9 octobre 2003), acteur et scénariste américain
- Serge Cacciari (mort le 24 avril 2009), militant autonomiste corse
- Mamad Haghighat, réalisateur et critique de film iranien
- Dímos Avdeliódis, réalisateur, scénariste, dramaturge, metteur en scène grec
- Sewnet Bishaw, entraîneur éthiopien de football
- Hamad ben Khalifa Al Thani, émir du Qatar de 1995 à 2013
- Urs Leimgruber, saxophoniste suisse
- Trevor Pinch, sociologue américain
- İbrahim Tatlıses, producteur, animateur et homme d'affaires turc
- Robert Beugré Mambé, homme politique ivoirien
- Mohamed Lahlali, homme politique belge
- Ahn Sung-ki, acteur sud-coréen
- François Chatriot, pilote de Rallye automobile français
- Wang Ching-feng, femme politique taïwanaise
- Milan Krkobabić, homme politique serbe
- Emmanuel Saulnier, sculpteur français
- Diana Dilova-Braynova, joueuse bulgare de basket-ball
- Simone Fraccaro, coureur cycliste italien.
- Rosario Marchese, homme politique canadien
- René de Ceccatty, écrivain, traducteur et éditeur français

## Décès
- Louis Genari (né le 12 mars 1871), auteur compositeur de chansons niçoises
- Kenneth Hayes Miller (né le 11 mars 1876), peintre américain

## Autres événements
- Première aux USA du film Scandale à Las Vegas
- Création de Music of Changes
- Adoption de la Constitution de la Jordanie
- Fondation du canton de Roquemaure
- Fondation de Promouvoir la paix durable
- Constitution de la commune de Terrasse-Vaudreuil
- Dieppe obtient le statut de ville
- the Study of Internal Secretions devient The Endocrine Society